# Jonathan Silver
Jonathan Silver (1950) è un batterista statunitense.
È stato il secondo batterista del gruppo di rock progressivo Genesis, nonché l'unico membro non britannico nella storia della band. Sostituì Chris Stewart, il batterista fondatore del gruppo, nell'estate del 1968 e, un anno dopo, venne a sua volta sostituito da John Mayhew. Ha partecipato all'album From Genesis to Revelation e appare nel box set Genesis Archive 1967-75. Vive a Londra con sua moglie, Lucy, e i suoi figli, Leo, Max, e Libby. È conosciuto anche con il diminutivo John.
Nel 1973 Mike Rutherford, Phil Collins e Anthony Phillips registrarono una canzone dedicata a John Silver intitolata "Silver song", pubblicata nell'edizione rimasterizzata del disco "The Geese and the Ghost" (2007).
John Silver negli anni '70 collabora con il suo vecchio compagno di band Anthony Phillips, per il quale suona la batteria nel brano "Fantomas opening theme" facente parte dell'album "Archive Collection Volume II" del 2004, registrato nel 1973.

## Discografia

### Con i Genesis
- From Genesis to Revelation, 1969
- Genesis Archive 1967-75, 1998